# Euphorbia bisglobosa
Espèce
Statut de conservation UICN

 EN B1ab(iii,v)+2ab(iii,v) : En danger
Synonymes
- Monadenium globosum P.R.O.Bally & S.Carter[1] [2]

Euphorbia bisglobosa est une espèce de plantes à fleurs de la famille des Euphorbiacées endémique de Tanzanie.